# Seznam slezských šlechtických rodů, G
Tento seznam obsahuje výčet šlechtických rodů, které byly v minulosti spjaty s územím Slezska. Podmínkou uvedení je držba majetku, která byla v minulosti jedním z hlavních atributů šlechty, případně, zejména u šlechty novodobé, jejich služby ve státní správě na území Slezska či podnikatelské aktivity. Platí rovněž, že u šlechty, která nedržela konkrétní nemovitý majetek, jsou uvedeny celé rody, tj. rodiny, které na daném území žily alespoň po dvě generace, nejsou tudíž zahrnuti a počítáni za domácí šlechtu jednotlivci, kteří ve Slezsku vykonávali pouze určité funkce (politické, vojenské apod.) po přechodnou či krátkou dobu. Nejsou rovněž zahrnuti církevní hodnostáři z řad šlechty, kteří pocházeli ze šlechtických rodů z jiných zemí.

## G
- Gajevští z Gaje[1]
- Ganzarové z Lichnova[1]
- z Gastheimbu[2]
- Gašínští z Gašína[3]
- Gellhornové
- Geraltovští z Geraltovic,[1] větev saszowské dynastie[4][5]
- von Gilgenheimb[6]
- z Globic[7]
- Gočalkovští z Gočalkovic[2]
- Golčovští z Golče[1]
- Golkovští z Golkovic[1]
- Gordonové[1]
- Götzendorf-Grabowští[6]
- Greisnekarové z Greisneka[1]
- Grommanové von Gronau[2]
- Gusnárové z Komárna[1][P 1]